# Anyphaena proba
Anyphaena proba är en spindelart som beskrevs av Octavius Pickard-Cambridge 1896.
Anyphaena proba ingår i släktet Anyphaena och familjen spökspindlar. Inga underarter finns listade i Catalogue of Life.